# Уполномоченный по правам человека в Республике Казахстан
Уполномоченный по правам человека в Республике Казахстан — должностное лицо в Республике Казахстан, избираемое Сенатом Парламента Казахстана по представлению президента Казахстана в целях обеспечения государственной гарантии защиты прав и свобод человека и гражданина, их соблюдения и уважения. Данный институт призван защищать права человека от посягательств государственных должностных лиц, обеспечивать развитие законодательства и правоприменительной практики, разрабатывать и внедрять просветительские программы.

## История
В январе 1995 года на международном семинаре в Женеве, проведённом Управлением Верховного комиссара ООН по правам человека, впервые была озвучена идея об организации института омбудсмена в Казахстане. Казахстанская делегация рассказала о возможности создания в Казахстане института уполномоченного по правам человека на основе изучения соответствующего международного опыта в организации работы таких учреждений. Инициативу поддержал координатор системы ООН, постоянный представитель ПРООН в Казахстане.
К 1997 году был определён план действий по формированию института уполномоченного в Казахстане. Работу возглавила Комиссия по правам человека при Президенте Республики Казахстан, которую поддержала программа развития ООН.
19 сентября 2002 года указом президента Казахстана Нурсултана Назарбаева был создан институт Уполномоченного по правам человека в Республике Казахстан.
5 июня 2022 года прошёл республиканский референдум в Казахстане, на котором были приняты изменения в конституцию Казахстана, в том числе закрепление в конституции статуса Уполномоченного по правам человека и последующего принятия конституционного закона о нём. 6 ноября 2022 года президент Казахстана Касым-Жомарт Токаев подписал ряд законов, усиливающих защиту прав человека. В частности, были закреплены статус, полномочия, гарантии независимости Уполномоченного по правам человека.

## Список Уполномоченных по правам человека в Казахстане
| Номер | Уполномоченный                 | Годы                                |
| ----- | ------------------------------ | ----------------------------------- |
| 1     | Байкадамов Болат Кенжекешевич  | 20 сентября 2002 — 24 сентября 2007 |
| 2     | Шакиров, Аскар Оразалиевич     | 24 сентября 2007 — 2 сентября 2019  |
| 3     | Азимова, Эльвира Абилхасимовна | 2 сентября 2019 — 29 декабря 2022   |
| 4     | Ластаев, Артур Ермекович       | с 29 декабря 2022                   |